# Arthur Guillemin
Arthur Guillemin est un lieutenant des zouaves pontificaux, né le 24 août 1838 à Aire-sur-la-Lys et mort le 13 octobre 1867 à Montelibretti, ayant participé aux combats opposants les forces des États du souverain pontife aux Garibaldiens lors de l'unification de l'Italie (le Risorgimento). 

## Biographie
Arthur Guillemin est né le 24 août 1838 à Aire-sur-la-Lys (Pas-de-Calais) où son père avait une imprimerie. Il s'engage le 19 mai 1860 chez les Tirailleurs franco-belges (3e compagnie, matricule no 20). Il reçoit le grade de caporal le 27 août 1860, et participe à la campagne de 1860.
Il est grièvement blessé à la bataille de Castelfidardo le 18 septembre 1860, recevant un coup de baïonnette dans la poitrine qui lui perfore le poumon gauche. Il survivra néanmoins et rejoindra les Zouaves pontificaux le 15 avril 1861, sous le matricule 812. Il est nommé successivement sergent le 6 avril 1861, puis sous-lieutenant le 11 août 1862. À compter du 27 octobre 1866, il est lieutenant de la 5e Compagnie du Bataillon des Zouaves pontificaux.
En 1867, il conduit 80 de ses zouaves au village fortifié de Monte-Libretti, face à 1 200 garibaldiens. Il sera tué au combat devant les portes de la ville le 13 octobre,. En infériorité numérique totale, seule une dizaine des hommes du lieutenant Guillemin survit et parvient à rejoindre Rome. Les sources divergent quant au camp vainqueur dans cette bataille : les garibaldiens, victorieux dans cette campagne d'unification de l'Italie, écriront naturellement leur victoire. 
Guillemin est inhumé à Aire-sur-la Lys le 24 octobre 1867. Louis Veuillot, ami du lieutenant Guillemin, prononce son éloge funèbre le 20 avril 1868, et poursuivra la bataille idéologique en faveur de l'intégrité des États-pontificaux, qualifiant Garibaldi de « l'anti Pie IX ». Il évoque son ami dans La guerre et l'homme de guerre.

### Distinctions et postérité
Arthur Guillemin est fait Chevalier de l'Ordre de Pie IX, et reçoit à titre posthume la médaille de Castelfidardo (Pro Petri Sede). Il reçoit aussi la Croix de Mentana (Fidei et Virtuti), bien qu'il ne participera pas à cette dernière bataille.
Anatole de Ségur, dans son ouvrage Un hiver à Rome, lui consacre un chapitre hagiographique. L'on y apprend qu'il était proche du neuvième duc de Luynes. Guillemin est également évoqué en des termes élogieux par Maximin Giraud, voyant de La Salette, ainsi que dans un article d'avril 1880 du journal suisse La Liberté rédigé par un certain « comte Philippe de V*** ».